# 武家庄镇 (府谷县)
武家庄镇，是中华人民共和国陕西省榆林市府谷县下辖的一个乡镇级行政单位。

## 行政区划
武家庄镇下辖以下地区：
武家庄村、川头村、郭家峁村、苏家山村、郭家崖尧村、南庄村、见虎墕村、郝家塔村、李家庄村、高庄则村、贾家沟村、王家墩村、白家峁村、郭家庄子村、梨树塔村、贺家堡村、白云乡村、马家墕村、沈沟村、武家沙峁村、天坬村和沈家峁村。